# Wielki mysi detektyw
Wielki mysi detektyw (ang. The Great Mouse Detective, 1986) – amerykański film animowany ze studia Walta Disneya. Film powstał na podstawie noweli z 1958 roku Basil of Baker Street, autorstwa Eve Titus i Paula Galdone’a. Jest to 26. disneyowska produkcja. Film odzwierciedla Przygody Sherlocka Holmesa w wersji zwierzęcej.
Film został wydany premierowo w Polsce na kasetach wideo dzięki firmie Imperial Entertainment 22 sierpnia 2001 roku, później na DVD.

## Obsada głosowa
- Barrie Ingham – 
  - Bazyl,
  - Bartholomew
- Val Bettin – 
  - doktor David Q. Dawson,
  - jeden z bandytów
- Susanne Pollatschek – Olivia Flaversham
- Vincent Price – profesor Ratigan
- Alan Young – Hiram Flaversham
- Candy Candido – Fidget
- Frank Welker – 
  - Toby,
  - Felicia
- Diana Chesney – pani Judson
- Eve Brenner – królowa Mysztoria
- Basil Rathbone – Sherlock Holmes (nagrania archiwalne)
- Laurie Main – dr Watson
- Walker Edmiston – 
  - jeden z bandytów,
  - mieszkaniec
- Wayne Allwine – jeden z bandytów
- Tony Anselmo – jeden z bandytów
- Melissa Manchester – Miss Kitty Mouse
- Ellen Fitzhugh – kelnerka
- Shani Wallis – mysia dama

## Wersja polska
Opracowanie i udźwiękowienie wersji polskiej: Studio Sonica

Reżyseria: Jerzy Dominik

Dialogi: Barbara Robaczewska

Kierownictwo muzyczne: Marek Klimczuk

Teksty piosenek: Marek Robaczewski

Organizacja produkcji: Beata Kawka

Opieka artystyczna: Magdalena Snopek

Udział wzięli:
- Andrzej Mastalerz – Bazyl
- Stanisław Brudny – dr David Q. Dawson
- Zofia Jaworowska – Olivia Flaversham
- Andrzej Blumenfeld – profesor Ratigan
- Włodzimierz Press – Hiram Flaversham
- Jacek Kawalec – Fidget
- Teresa Lipowska – 
  - pani Judson,
  - kelnerka
- Jolanta Wołłejko – królowa Mysztoria
- Jacek Bursztynowicz – 
  - Sherlock Holmes,
  - jeden z bandytów
- Andrzej Gawroński – 
  - dr Watson,
  - jeden z bandytów
- Mieczysław Morański – Bartholomew
- Jarosław Boberek – 
  - jeden z bandytów,
  - bywalce tawerny
- Anna Frankowska – Miss Kitty Mouse
- Dorota Deląg – mysia dama

Produkcja polskiej wersji językowej: Disney Character Voices International, Inc.